# De Mysterieuze Taartengooier
De Mysterieuze Taartengooier is de elfde Kerstshow van Samson en Gert. De Samson en Gert Kerstshow is een jaarlijkse show die rond de periode van kerst wordt gespeeld en wordt uitgegeven door Studio 100. De show was te zien van 22 december 2001 tot 17 februari 2002 in de Koningin Elisabethzaal in Antwerpen. De show wordt verzorgd met dans, zang en toneel. Zoals vaak in een kerstshow het geval is, is er één groot verhaal dat wordt opgedeeld in kleinere stukjes. Deze sketches worden aaneen gebreid  door Samson en Gert die hun eigen liedjes zingen.

## Rolverdeling
| Personage              | Acteur              |
| ---------------------- | ------------------- |
| Samson                 | Danny Verbiest      |
| Gert                   | Gert Verhulst       |
| Meneer de burgemeester | Walter de Donder    |
| Alberto Vermicelli     | Koen Crucke         |
| Eugène Van Leemhuyzen  | Walter Baele        |
| Octaaf De Bolle        | Walter van de Velde |

## Verhaal
Tijdens de voorstelling krijgt de burgemeester plotseling een plank tegen zijn hoofd met als gevolg dat hij aan geheugenverlies lijdt. Samson, Gert, Alberto, Octaaf en Van Leemhuyzen doen er alles aan om de burgemeester te helpen, maar zonder resultaat. Tot overmaat van ramp krijgen de vrienden ook nog eens bezoek van een mysterieuze taartengooier. 

## Muziek
De muziek in de show werd verzorgd door de XL-band.
De liedjes die door Samson en Gert gezongen werden tijdens deze show, zijn:
- Ouverture
- Klap maar in je handen
- Vrede
- Beste vriend op aarde
- Yeah Yeah Yeah
- Piraten-potpourri
- Naar bed
- Wakker Worden
- Mexico
- We zijn op elkaar
- Alles is Op
- Joebadoebadoe
- De wereld is Mooi!
- Samsonrock